# 信号识别颗粒
信号识别颗粒（简称为SRP）是一种存在于胞质溶胶中大量、普遍存在且进化保守的核糖核蛋白（蛋白质-RNA复合体），它可以识别特定的蛋白质，并将它们对准投放到真核细胞的内质网/原核生物的质膜上。